# 2022年马来西亚联邦政府财政预算案
《2022年马来西亚联邦政府财政预算案》是马来西亚财政部时任部长东姑赛夫鲁于2021年10月27日提呈到马来西亚国会下议院的2022年度马来西亚联邦政府财政预算案。本次财政预算案的总预算为3321亿零吉，占国内生产总值（GDP）的20.3%，预计财政赤字为6%。
本次财政预算案以「大马一家，繁荣安康」（Keluarga Malaysia, Makmur Sejahtera）为主题，并分为三大主轴；加强复苏、建立韧性和推动革新，聚焦于三大重点；人民安康、具韧性的商业、繁荣稳定的经济。基于这些重点，政府计划将财政预算案分配为四个主要部分；2235亿令吉的行政开销、756亿令吉的发展开销、230亿令吉的新冠病毒基金和20亿令吉的应急储蓄金。

## 立法时间线
| 日期           | 机构       | 事件 |
| -------------- | ---------- | --- |
| 2021年10月27日 | 国会下议院 | 财政部长东姑赛夫鲁在国会下议院提呈《2022年供应法案》提交一读，以为2天后提呈的《2022年财政预算案》做准备。                                                                          |
| 2021年10月29日 | 国会下议院 | 财政部长东姑赛夫鲁在国会下议院提呈《2022年财政预算案》提交二读。 |
| 2021年11月18日 | 国会下议院 | 经过连日的部门总结，沙巴民族复兴党主席沙菲益阿达要求记名投票，但只有民兴党和祖国斗士党国会议员站立，不足以达到15人附议的门槛，财政预算案在声浪表决下二读通过，进入委员会辩论阶段。 |
| 2021年11月22日 | 国会下议院 | 首相署的60亿3023万4000令吉部门财政预算案以声浪表决通过 |
| 2021年11月23日 | 国会下议院 | 外交部的7亿6030万100令吉部门财政预算案以声浪表决通过 团结部的3亿4258万8400令吉的部门财政预算案以声浪表决通过                                                                       |
| 2021年11月24日 | 国会下议院 | 财政部的159亿4643万4600令吉部门财政预算案以声浪表决通过 原产业部的4亿1748万2300令吉部门财政预算案以声浪表决通过                                                                    |
| 2021年11月30日 | 国会下议院 | 人力资源部的8亿3566万6800令吉部门财政预算案以声浪表决通过 能源部的11亿2091万5300令吉部门财政预算案以声浪表决通过 青体部的6亿2202万5400令吉部门财政预算案以声浪表决通过             |
| 2021年12月13日 | 国会下议院 | 财政预算案以声浪表决在国会下议院三读通过 |
| 2021年12月21日 | 国会上议院 | 财政预算案以多数支持在国会上议院三读通过 |

## 财政预算案概要

### 公务员津贴类
- 56级或以下的公务人员将获得700令吉特别援助金，而退休公务员则可以拿到一次性的350令吉。

- 约40万名隶属教育部的教职人员获得发放一次性100令吉的奖励金。

### 社会发展类
- 拨出46亿令吉，作为砂拉越发展开支，而沙巴则得52亿令吉

- 拨出29亿令吉来进行维修道路、修缮基础设施和郊区福利项目等中小型计划。

- 拨款35亿令吉，以继续实施国家基础设施建设项目。

- 拨款10亿令吉帮助微型和中小企业（PMKS）提升可持续性和实践低碳行动。

- 拨款4亿5000万令吉，作为环境和生物多样性措施所需的资金。

- 拨出17亿令吉，为农业和渔业提供补贴和奖励。

- 拨款3000万令吉，提升政府机构的托儿所，以鼓励女性重返工作岗位。

- 提供1亿令吉配对奖掖予土著中小企业，以开拓宇航领域的商业机会。

- 提供1亿令吉智能自动化配对奖掖予200间制造及服务公司，以自动化业务。

- 延长重新投资津贴（EPS）长达2年予EPS或特别EPS地位届满的公司，使到特别EPS地位延长至5年。

- 提供2500万令吉予清真发展机构，培养更多能够在国际竞争的清真微型及中小型企业。

### 通讯与数码服务
- 为国家数码网络计划（JENDELA）拨款7亿令吉，继续在47个工业区和630所学校，尤其是为农村地区提升宽带网络设施。

- 为确保居住在人民组屋（Projek Perumahan Rakyat，PPR）计划的人们也能获得网络连接，政府将拨款3000万令吉为现有的40个人民组屋提供互联网设施。

### 公共教育类[4][5]
马来西亚教育部继续获得最大笔拨款，即526亿令吉，高等教育部则获得145亿令吉的拨款，占总预算的15.85%。首相署管辖下的回教事务共拨出15亿令吉，用于推广回教教义：
- 拨款4亿5000万令吉提升开学援助金，预计将使300万符合条件的学生受益。

- 开学援助金从100零吉提升至150令吉，以帮助月收入3000零吉以下的家庭提供孩子的学校设备。

- 拨款4亿5000万令吉，推行大马一家大专生器材（PerantiKeluarga Malaysia）计划，以为高等学府B40群体的学生提供平板电脑，被指定的通讯公司则承担6500万令吉。

- 发放10亿令吉用于学校维修与提升用途，其中向马来西亚伊斯兰发展局（JAKIM）提供1.4亿令吉用于维护宗教学校、人民宗教学校、注册的宗教私塾，其它将根据学校类型发放拨款。

- 从学校维修拨款中，发放1亿2000万令吉给1800所国民型华文小学及泰米尔文小学。

- 提供7亿4600万令吉给东马半岛用于提升或重建破旧学校，其中沙巴占112所、砂拉越则有165所。

- 发放5000万令吉充作添置教材与提升学校特别设备的用途。

- 拨款4亿令吉用于提供每日牛奶供应，其中部分收益将专用于本地牛奶生产商。

- 提供2亿令吉拨款以推动工业与学校方面的合作，包括工业认证计划、国家双培训计划（Skim Latihan Dual National）。

- 政府将在玻璃市端姑莱拉都莎林中学（Sekolah Menengah Kebangsaan (SMK) ）与马六甲亚罗牙也宗教学校（SMK Agama Alor Gajah）增建特殊教育的新校舍。

- 2021年11月1日至2022年4月30日，偿还高教基金贷款（PTPTN）可享有特别折扣，全数摊还者获15%折扣、摊还半数贷款回扣12%，透过扣薪或定期过账则回扣10%。

- 拨款6500万令吉，在联邦直辖区纳闽兴建一座宗教学校。

- 通过增加1000名回教堂教师（Guru Takmir），将回教发展局（JAKIM）下的Takmir教学范围，扩大至大马监狱局、国家反毒机构以及社会福利部等政府机构

- 为70万名传教士、宣礼员、在回教堂工作的人员、回教堂教师以及义务班老师，派发500令吉的一次性特别款项。

### 交通类
- 斥资310亿令吉为本地的石油产品，包括汽油和柴油提供津贴。

- 延长目前的汽车销售税（SST）回扣优惠至2022年6月30日，本地组装（CKD）车为全额豁免，进口（CBU）车为一半减免。

- 推出每月只需5零吉的电动火车（KTM）月票计划，但只限城市地区小学1年级到中学高中三（Tingkatan 6）的在籍学生

- 拨款1.15亿零吉推出50零吉的公共巴士与轻快铁月票，可无限使用。

- 宣布最早将在2050年成为零污染能源国家。

- 拨款2亿900万零吉为沙巴与砂拉越提供航空交通津贴。

- 斥资35亿零吉用以建设新的高速公路和收费大道，包括兴建中泛婆罗洲大道（Pan Borneo Highway）以及中枢大道（Central Spine Road）。

### 税收类
政府建议2022年起，向获取高收入的公司征收一次性的特别税──繁荣税（Cukai Makmur），而所征收的税收将拨款予公共医疗体系。公司注册资本不超过250万及年营业额不超过5000万令吉的中小企业除外。
- 收入超过1亿令吉的公司将按33％的税率缴纳所得税。

- 收入不超过1亿令吉的公司维持24%的税率缴纳所得税

- 服务供应商（包括电子商务平台）提供的送货服务征收服务税，但食品和饮料送货服务和物流服务豁免。

- 线上卖家售卖外国低价商品及通过空运寄送给马来西亚的消费者将征收销售税。

- 买卖合约印花税从0.1%增至0.15%，取消每份合约200令吉印花税顶限。

- 上市股票交易经纪活动不再征收服务税。

- 从2022年1月1日起，在马来西亚居住者在国内收到外国收入须征所得税。

- 分阶段推出关税局自愿申报特别计划，首阶段100%罚款优惠，第二阶段50%，特定个案可以考虑减税。

- 从2023年1月1日起，内陆税收局税务合规证书将作为公司参与政府采购的条件。

- 中小企业获准将所得税分期付款推迟6个月，至2022年6月30日。

- 从2022年起使用税务号码（TIN），以扩大税收基础。

- 豁免联邦直辖区，包括主题公园及电影院的娱乐税。

- 购买手机、电脑及平板电脑可获2500令吉的税务减免，直至2022年12月31日。

- 向社会保险机构（Perkeso）缴纳社险的私人员工，将享有税务减免，由原本250零吉提升至350零吉。

### 就业类

#### 企业家与雇主
- 向雇用不积极工作人员的雇主提供月薪20%至 30%的奖励。

- 向雇用残疾人（PwDs）、原住民和囚犯的雇主提供每月1,200令吉的30%至40%的奖励，6个月后则高达40%。该奖励也适用于雇用不工作超过 365天的女性、单身母亲和家庭主妇的雇主。

- 强制每间上市公司至少委任一个女性董事。

#### 雇员
- 拨款66亿令吉以加强技术和职业教育与培训

（TVET）领域。
- 拨款48亿令吉，通过马来西亚家庭工作保障（JaminKerja）计划，保证提供60万个工作机会。

- 通过「短期雇用计划」（MySTEP），在公共领域及官联公司提供8万个合约工作机会。其中5万个在公共领域，3万个来自官联公司，从2022年起生效。

- 拨款11亿令吉，用于各种培训和技能提升计划，预计惠及22万名学者。

- 直至2023年，参加技能提升或个人提升课程所产生的税收减免从1000令吉增加至2000令吉。获得批准报读的专业机构课程，也将享有7000令吉的税务减免，包括会计、金融及环境、社会与管理领域。

### 援助金类
为减轻受到新冠病毒大流行影响的负担，人民关怀援助金（Bantuan Rakyat Prihatin，BPR）更名为「大马一家援助金」（Bantuan Keluarga Malaysia，BKM)：
- 推动82亿令吉的大马家庭援助计划（Bantuan Keluarga Malaysia），预计将惠及约960万名受助人。

- 月收入少于2500令吉的家庭和拥有3名以上孩子，可以获得2000令吉援助金。

- 月收入少于2500令吉的家庭和拥有1名以上孩子，可以获得1500令吉援助金。

- 月收入少于2500令吉的单身家庭，可以获得1000令吉援助金。

- 月收入少于2500令吉的单身人士，可以获得350令吉援助金。

- 月收入不超过5000令吉的单身父母，可以获得一次性500令吉的援助金。

### 社会福利援助金类
政府总共提供了24亿令吉用于发放福利援助，惠及超过44万有需要的家庭：
- 向马来西亚家庭基金（Yayasan Keluarga Malaysia）提供2500万令吉，来照顾因新冠病毒大流行而失去父母的4700名孤儿，以保障孩子的福祉、教育和未来。

- 社会福利署（JKM）将从2016年贫穷线水平（PGK）的980令吉，调高至2019年贫穷线水平的1169令吉。

- 乐龄人士将获得300令吉额外援助金。

- 透过家庭主妇关怀计划（Program Kasih Suri），拨款8000万令吉为家庭主妇和寡妇建立社会保障。

- 以配套补助金方式，为非政府组织拨出1亿令吉，从而帮助弱势群体，援助层面包括教育、增加收入和精神健康。

- 政府每个月派发基本个人卫生用品包，给予13万名B40群体的青少女。

- 拨款3000万令吉来升级政府大楼的基础设施，使其更加适合残疾人士。

- 拨款1000万令吉建立培训自立中心（Pusat Latihan Berdikari）和政府工业培训及康复中心（Pusat Latihan Perindustrian dan Pemulihan Kerajaan），以为残疾人士提供培训和指导计划。

- 政府完全承担所有残疾人士所拥有的车辆执照（LKM）费用。

### 国民保险类
政府增加社会保建计划提供的援助金额，包括「安定保护券」（Perlindungan Tenang Voucher）产品，国家健康保健计划（mySalam）和自愿储蓄退休金计划（i-Saraan），并扩大社会保险组织（Socso）的保障范围，让非正式领域与自由业者也能缴纳社险：
- 凡是参与自愿储蓄退休金计划（i-Saraan）的55岁以下公积金局会员，将获得政府提供储蓄金总额的15%补助，每人每年最多享有250令吉。申请资格扩大到55至60岁的人士。

- 继续推行B40低收入群体的「安定保护券」（Perlindungan Tenang Voucher）一年，金额从50令吉提升至75令吉。从2022年1月1日起，保护券还可用于购买150cc以下摩托车的综合保险。

- 2021年1月1日至2025年12月31日，拥有安定保护产品及回教与保险产品，享有印花税豁免，仅限个人保费不超过150零吉，中小企业则不超过250零吉。

- 扩大作为B40的特殊医疗保险计划的国家健康保健计划（mySalam）的保障范围，涵盖心脏支架等医疗费用的索赔。从2022年起，MySalam计划将扩展至BKM受助人，医疗器械成本索赔福利也将扩展至符合条件的mySalam受助人的家属。

- 社险伤残保险计划（Skim Keilatan）发放的终身残疾退休金，从475令吉提高至550令吉，预计将使56,000户家庭受益。

- 社会保险组织（Socso）的保障范围扩展9个新的群体与经营者类别，包括农民、渔民、商贩、艺术家、旅行社和社区工作者。

- 社会保险机构（Perkeso）的受保顶薪，从4000零吉增加至5000零吉。

- 继续推行就业保建计划的求职津贴（EMP），首个月可申请的津贴为底薪的80%，第2至第6个月的津贴为底薪的50%，最后3个月的津贴为底薪的30%。

- 非Perkeso会员可享有300零吉的津贴，为期3个月。

- 拨款8000万零吉，透过缴纳雇员公积金及社会保险保障家庭主妇与寡妇，直到55岁。

### 公积金类
- 延长雇员公积金（EPF）缴纳率从11%降至9%。

### 旅游与文化类[6]
马来西亚旅游、艺术和文化部获拨款16亿令吉，并推出7大措施重振受到新冠病毒大流行的影响重创的旅游业：
- 在国家经济复苏计划（PENJANA）下拨出6亿令吉，落实针对旅游业的薪金补贴措施，预计有2万6000人旅游业者和33万名员工受惠。另马来西亚发展银行（英语：Malaysia Development Bank）（BPMB）为旅游行业提供6亿令吉的商业信贷。

- 在旅游、艺术及文化部下注册至少3个月的20,000名旅游经营者提供8500万令吉的特别援助。

- 在旅游部注册的738间廉价酒店将获得配对奖掖作为修葺用途，拨款总额3000万令吉。

- 向举办文化艺术活动的公司提供配套补助金，拨款总額5000万令吉，

- 设置用于促销活动的奖励基金和国内旅游奖励基金，拨款总额6000万令吉。

- 在本地旅游的纳税人所享有的1000令吉税务减免，将延长至2022估税年。

- 拨款5000万令吉来维护旅游基础设施，包括位于吉隆坡的苏丹阿都沙末大厦和吉打的布央谷。

- 为加强作为健康旅游目的地的地位，向马来西亚医疗旅游委员会（MHTC）拨款2000万令吉，以推动国际保健旅游工业的复苏。

### 医疗与卫生类
马来西亚卫生部共获得324亿令吉拨款，是仅次于教育部的第二大拨款：
- 政府特别提供40亿令吉额外拨款抗疫，当中20亿用作接种疫苗计划，其余20亿令吉则用于提升公共卫生服务和用于采取药品、一次性设备、个人防护设备和工具包等等。

- 政府同意为10,000多名医生、牙医和药剂师的合约再延长2至4年。

- 拨款1亿令吉赞助专科研究，惠及3000名合约医生和牙医。

- 拨款7000万令吉，确保心理健康问题得到优先关注，包括加强支援服务、辅导和心理谘询、增加宣传活动以及加强非政府组织作为心理健康计划推动者的作用。

## 政府部门分配[7]
| 部门行政与开销拨款 |              |          |          |              |
|                    | 部门         | 行政开销 | 发展开销 | 总数（令吉） |
| 1.                 | 教育部       | 475.90亿 | 50.34亿  | 526.25亿     |
| 2.                 | 卫生部       | 280.30亿 | 43.79亿  | 324.09亿     |
| 3.                 | 财政部       | 159.46亿 | 139.26亿 | 298.72亿     |
| 4.                 | 内政部       | 135.13亿 | 35.79亿  | 170.89亿     |
| 5.                 | 国防部       | 111.05亿 | 50.39亿  | 161.44亿     |
| 6.                 | 高等教育部   | 115.46亿 | 29.28亿  | 144.74亿     |
| 7.                 | 首相署       | 45.23亿  | 76.77亿  | 122.01亿     |
| 8.                 | 乡村发展部   | 35.20亿  | 70.16亿  | 105.36亿     |
| 9.                 | 工程部       | 8.23亿   | 64.83亿  | 73.06亿      |
| 10.                | 交通部       | 15.26亿  | 40.53亿  | 55.80亿      |
| 11.                | 房屋部       | 17.76亿  | 34.77亿  | 52.53亿      |
| 12.                | 农业部       | 32.81亿  | 15.35亿  | 48.16亿      |
| 13.                | 环境部       | 5.65亿   | 36.07亿  | 41.72亿      |
| 14.                | 妇女部       | 25.06亿  | 1.75亿   | 26.82亿      |
| 15.                | 通讯部       | 8.88亿   | 17.36亿  | 26.25亿      |
| 16.                | 能源部       | 11.20亿  | 7.39亿   | 18.60亿      |
| 17.                | 人力资源部   | 8.35亿   | 4.56亿   | 12.92亿      |
| 18.                | 贸易部       | 5.85亿   | 6.28亿   | 12.14亿      |
| 19.                | 贸消部       | 10.94亿  | 0.58亿   | 11.53亿      |
| 20.                | 旅游部       | 10.09亿  | 1.32亿   | 11.42亿      |
| 21.                | 青体部       | 6.22亿   | 3.29亿   | 9.51亿       |
| 22.                | 科艺部       | 5.20亿   | 3.86亿   | 9.06亿       |
| 23.                | 外交部       | 7.60亿   | 1.08亿   | 8.68亿       |
| 24.                | 原产业部     | 4.17亿   | 2.53亿   | 6.71亿       |
| 25.                | 联邦直辖区部 | 2.56亿   | 4.14亿   | 6.70亿       |
| 26.                | 企业发展部   | 1.95亿   | 3.55亿   | 5.50亿       |
| 27.                | 团结部       | 3.42亿   | 1.05亿   | 4.47亿       |

## 外部连接
- 2022年马来西亚联邦政府财政预算案官方网站 （页面存档备份，存于）